# Rifugio Plose
Il rifugio Plose (nome completo:  rifugio Città di Bressanone alla Plose - in tedesco Plosehütte) è un rifugio alpino che si trova a 2.446 m, presso la cima Plose (2.446 m), nel territorio comunale di Bressanone, in provincia di Bolzano.
Dal rifugio parte la pista da sci più lunga dell'Alto Adige, la Trametsch, con i suoi 9 chilometri di lunghezza ed un dislivello di 1450 metri.

## Storia

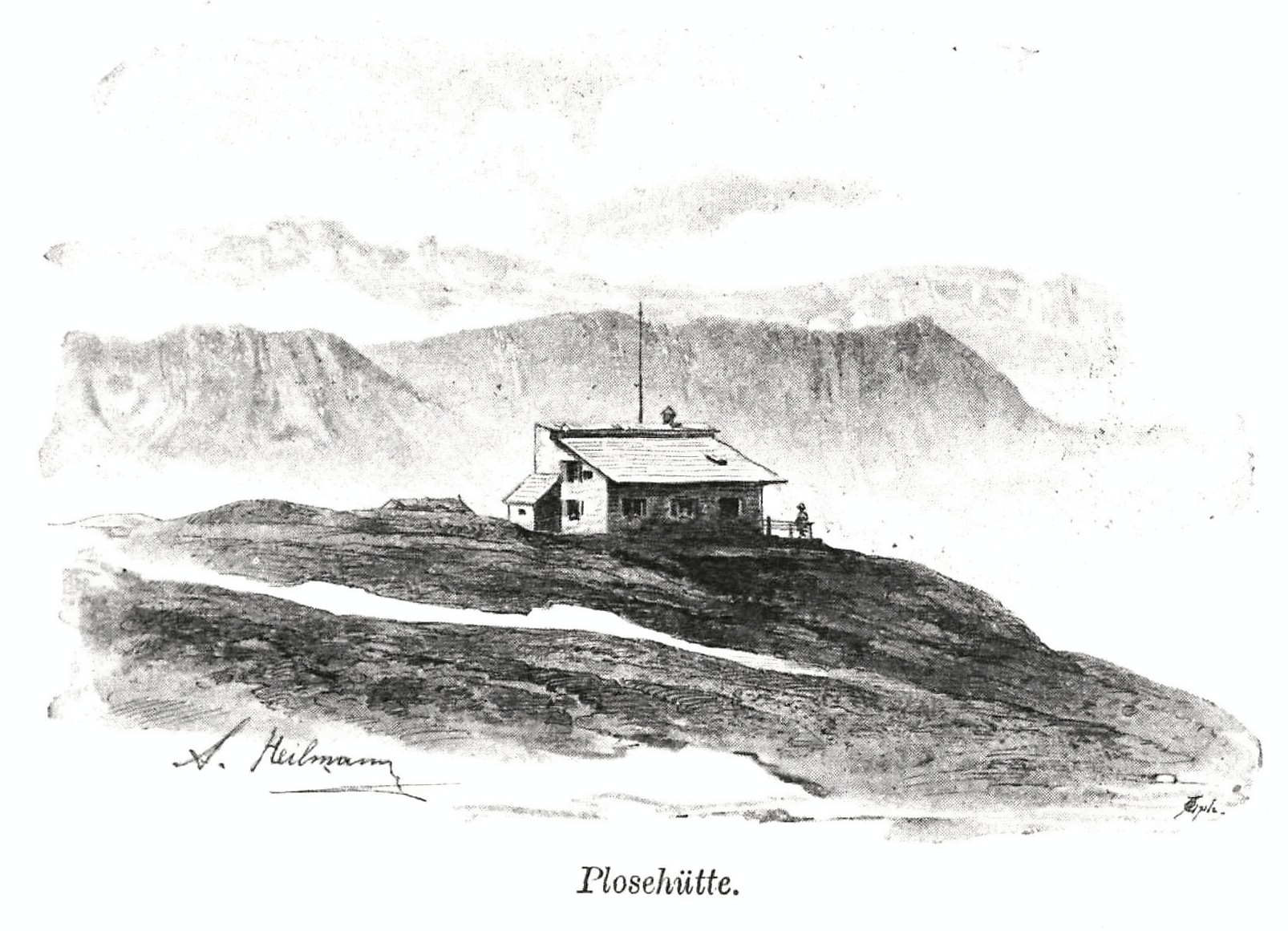
Un'illustrazione del rifugio come si presentava nel 1894

La costruzione del rifugio venne decisa nel 1884 dalla sezione di Bressanone del DÖAV. I lavori iniziarono nel maggio 1887 ad opera di diversi volontari, mentre l'inaugurazione avvenne il 7 novembre dello stesso anno con una grandiosa cerimonia. Nel 1923, durante il fascismo, il rifugio venne confiscato e concesso al CAI di Bressanone, il quale l'anno successivo apri' la gestione. Nel corso degli anni la struttura ha subito diversi ampliamenti (il primo nel 1907) e ricostruzioni, soprattutto per adeguarla alle necessità del comprensorio sciistico adiacente.

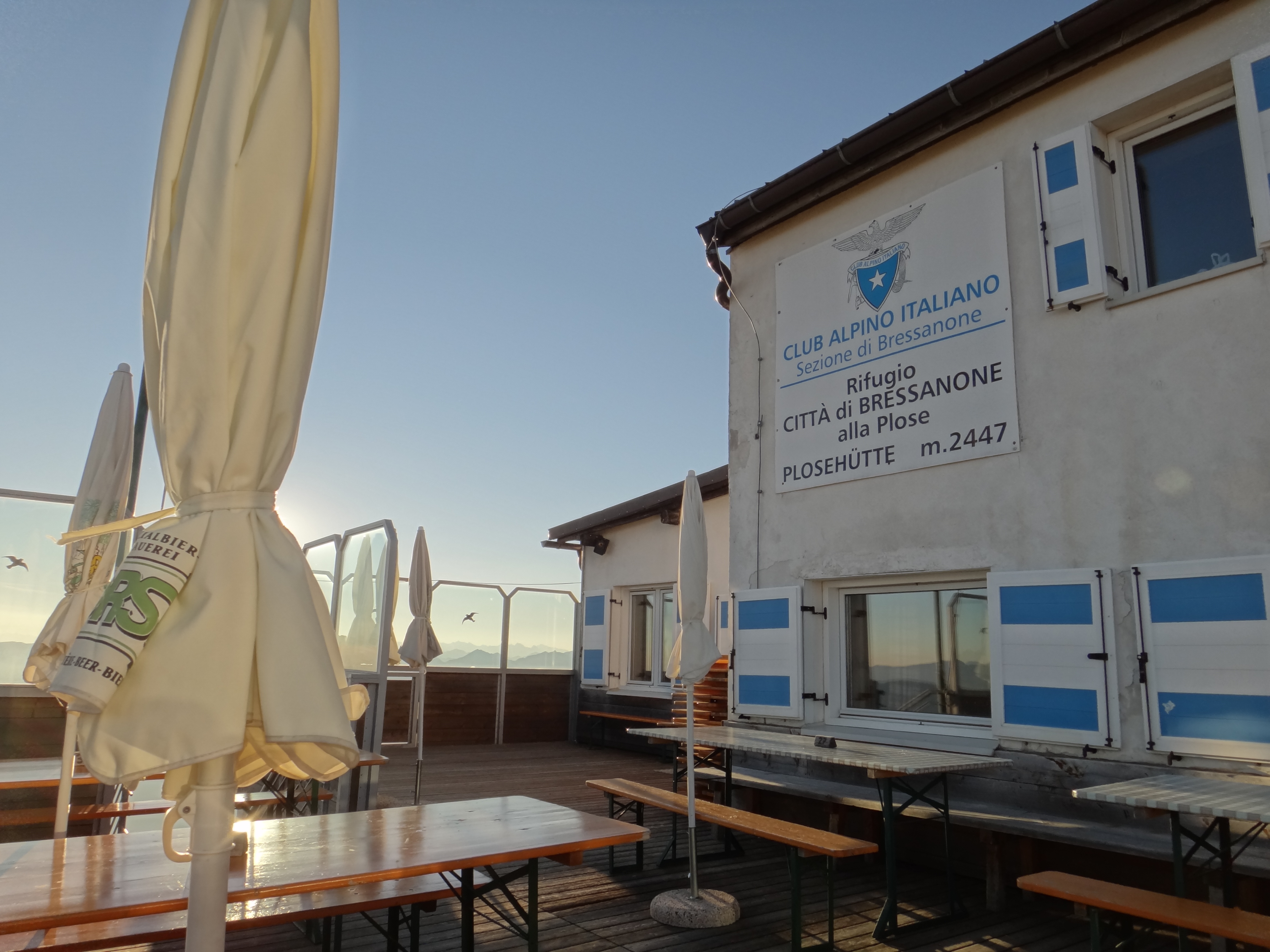
La terrazza del rifugio odierno

## Accessi
- da Sant'Andrea in Monte (961), prendendo la cabinovia per Valcroce (2012 m) e poi con il sentiero n. 3, in 1 ora;
- da Plancios (1700 m), lungo il sentiero n. 7, in 2 ore;
- da Luson (962 m), lungo il sentiero n. 4, in 4 ore;
- dal rifugio Genova (2297 m), lungo il sentiero n. 4, in 4,5 ore;
- dal passo delle Erbe (2002 m), in 4 ore.

## Curiosità
Nei pressi del rifugio è stata costruita la base operativa del 16º Centro radar A.M., oggi non più in funzione.